# Vlátos
Vlátos, en grec moderne : Βλάτος, est un village du dème de Kissamos, dans le district régional de La Canée, de la Crète, en Grèce. Selon le recensement de 2011, la population de Vlátos compte 99 habitants. Le village est situé à une altitude de 380 m et à une distance de 54 km de La Canée.

## Recensements de la population
| Recensements | 1900 | 1920 | 1928 | 1940 | 1951 | 1961 | 1971 | 1981 | 1991 | 2001 | 2011 |
| ------------ | ---- | ---- | ---- | ---- | ---- | ---- | ---- | ---- | ---- | ---- | ---- |
| Population   | 255  | 256  | 283  | 274  | 216  | 201  | 183  | 171  | -    | 131  | 99   |